# Diasemopsis apicifasciata
Diasemopsis apicifasciata är en tvåvingeart som beskrevs av Enrico Adelelmo Brunetti 1928. Diasemopsis apicifasciata ingår i släktet Diasemopsis och familjen Diopsidae.
Artens utbredningsområde är Ghana. Inga underarter finns listade i Catalogue of Life.